# Gerhard Fidelak
Gerhard Fidelak (* 10. Mai 1943; † 15. Dezember 2012 in Schwerin) war ein deutscher Volleyballtrainer.
Gerhard Fidelak war von 1964 bis 1994 dreißig Jahre lang Trainer in der DDR beim SC Traktor Schwerin und nach der Wende 1990 beim Schweriner SC. Er wurde siebenmal DDR-Meister und viermal FDGB-Pokalsieger. Außerdem gewann er 1975 den Europapokal der Pokalsieger und 1978 den Europapokal der Landesmeister. Gerhard Fidelak brachte viele große Spielerinnen wie Andrea Heim, Karla Roffeis, Martina Schmidt, Anke Westendorf, Ute Steppin, Dörte Techel, Sylvia Roll und Christina Schultz hervor, die in Verein und DDR-Nationalmannschaft sehr erfolgreich waren.